# Associazione Calcio Lumezzane 1995-1996
Questa pagina raccoglie le informazioni riguardanti l'Associazione Calcio Lumezzane nelle competizioni ufficiali della stagione 1995-1996.

## Stagione
Nella stagione 1995-96 il Lumezzane ha disputato il girone A del campionato di Serie C2, con 66 punti in classifica si è piazzato al secondo posto ad una sola lunghezza dal Novara che con 67 punti ha vinto il torneo ed è stato promosso direttamente in Serie C1, la seconda promossa è stata l'Alzano Virescit che ha vinto i playoff. Stagione fotocopia con la precedente per il Lumezzane, sempre affidato all'allenatore Giovanni Trainini, con la differenza che nella corrente stagione, la lepre è stata proprio la squadra rossoblù, a lungo in testa alla classifica, al termine del girone di andata aveva 35 punti, 4 in più del Novara secondo. Dopo essersi fatta rimontare, ed aver perso per un solo punto il campionato a spese dei biancoazzurri piemontesi, disputa i playoff, vincendo la semifinale con la Pro Patria, e perdendo ai calci di rigore la finale giocata a Monza con l'Alzano. Nella Coppa Italia di Serie C il Lumezzane supera nel primo turno l'Ospitaletto, nel secondo turno elimina il Leffe, nel terzo turno ha la meglio sulla Triestina, negli Ottavi di Finale viene estromesso dal Monza ai calci di rigore.

## Rosa
| N. |                   | Ruolo | Calciatore            |
| -- | ----------------- | ----- | --------------------- |
|    | Italia (bandiera) | D     | Emilio Abeni          |
|    | Italia (bandiera) | D     | Manuel Belleri        |
|    | Italia (bandiera) | D     | Mauro Bertoni         |
|    | Italia (bandiera) | P     | Alessandro Bianchessi |
|    | Italia (bandiera) | P     | Alessandro Bolpagni   |
|    | Italia (bandiera) | D     | Stefano Botti         |
|    | Italia (bandiera) | C     | Francesco Faini       |
|    | Italia (bandiera) | C     | Emanuele Frattin      |
|    | Italia (bandiera) | A     | Marco Gabriellini     |
|    | Italia (bandiera) | D     | Roberto Inverardi     |

| N. |                   | Ruolo | Calciatore          |
| -- | ----------------- | ----- | ------------------- |
|    | Italia (bandiera) | C     | Dario Lazzarin      |
|    | Italia (bandiera) | P     | Alessandro Maggiani |
|    | Italia (bandiera) | C     | Davide Onorini      |
|    | Italia (bandiera) | C     | Ulisse Paleni       |
|    | Italia (bandiera) | A     | Stefano Preti       |
|    | Italia (bandiera) | A     | Claudio Salvi       |
|    | Italia (bandiera) | C     | Michele Sella       |
|    | Italia (bandiera) | C     | Damiano Sonzogni    |
|    | Italia (bandiera) | A     | Diego Zanin         |
|    | Italia (bandiera) | D     | Claudio Zola        |

## Risultati

### Campionato

#### Girone di andata
| Arbitro: | Gazzi (Torino) |

|                     |           |              |
| M. Bertoni 37’, 87’ | Marcatori | 55’ Galeazzi |

| Arbitro: | Perissinotto (Venezia) |

|                |           |                         |
| G. Ferrari 52’ | Marcatori | 9’ Zanin 87’ M. Bertoni |

| Arbitro: | Galigani (Perugia) |

|                                 |           |  |
| C. Zola 54’ Preti 72’ Abeni 80’ | Marcatori |  |

| Palazzolo sull'Oglio 24 settembre 1995 4ª giornata | Palazzolo      | 0 – 0 | Lumezzane | Stadio Comunale\| Arbitro: \| Buda (Pescara) \| |
| Arbitro:                                           | Buda (Pescara) |       |           |                                                 |

| Arbitro: | Di Gaspare (San Benedetto del Tronto) |

|                |           |  |
| Zanin 13’, 69’ | Marcatori |  |

| Arbitro: | Lion (Padova) |

|  |           |                       |
|  | Marcatori | 82’ (aut.) Trovalusci |

| Arbitro: | Bazzi (Modena) |

|           |           |            |
| Preti 37’ | Marcatori | 55’ Pupita |

| Novara 22 ottobre 1995 8ª giornata | Novara            | 0 – 0 | Lumezzane | Stadio Silvio Piola\| Arbitro: \| Ferrarini (Parma) \| |
| Arbitro:                           | Ferrarini (Parma) |       |           |                                                        |

| Arbitro: | Ciulli (Roma) |

|                                              |           |                           |
| Salvi 13’, 35’ Preti 55’ Beltrame 64’ (aut.) | Marcatori | 15’ Tamagnini 68’ Guiotto |

| Arbitro: | Gregoroni (Napoli) |

|                        |           |  |
| Tutone 63’ Moretto 89’ | Marcatori |  |

| Sassari 12 novembre 1995 11ª giornata | Torres                | 0 – 0 | Lumezzane | Stadio Acquedotto\| Arbitro: \| Linfatici (Viareggio) \| |
| Arbitro:                              | Linfatici (Viareggio) |       |           |                                                          |

| Arbitro: | Borelli (Roma) |

|                                |           |               |
| Preti 9’ Zanin 79’ Frattin 89’ | Marcatori | 47’ Ragnolini |

| Arbitro: | Manari (Teramo) |

|               |           |  |
| L. Gritti 81’ | Marcatori |  |

| Arbitro: | Rotondi (Piombino) |

|                    |           |             |
| Abeni 7’ Salvi 23’ | Marcatori | 3’ Garofalo |

| Arbitro: | Verrucci (Fermo) |

|             |           |  |
| C. Zola 47’ | Marcatori |  |

| Arbitro: | Apricena (Firenze) |

|  |           |                       |
|  | Marcatori | 3’ Zanin 90’ Sonzogni |

| Lumezzane 7 gennaio 1996 17ª giornata | Lumezzane         | 0 – 0 | Pavia | Nuovo Stadio Comunale\| Arbitro: \| Tullio (Avezzano) \| |
| Arbitro:                              | Tullio (Avezzano) |       |       |                                                          |

#### Girone di ritorno
| Arbitro: | Calabrese (Avezzano) |

|           |           |                       |
| Pitta 69’ | Marcatori | 11’ Zanin 18’ C. Zola |

| Arbitro: | D'Agostini (Frosinone) |

|           |           |  |
| Salvi 36’ | Marcatori |  |

| Arbitro: | Acronzio (Teramo) |

|           |           |           |
| Cozzi 85’ | Marcatori | 40’ Preti |

| Arbitro: | Papini (Perugia) |

|                                      |           |                              |
| M. Bertoni 20’ C. Zola 46’ Zanin 62’ | Marcatori | 66’ Malaccari 71’ A. Colombo |

| Arbitro: | Alvino (Salerno) |

|  |           |                       |
|  | Marcatori | 57’ (rig.) M. Bertoni |

| Lumezzane 18 febbraio 1996 23ª giornata | Lumezzane               | 0 – 0 | Tempio | Nuovo Stadio Comunale\| Arbitro: \| Campofiorito (Chiavari) \| |
| Arbitro:                                | Campofiorito (Chiavari) |       |        |                                                                |

| Arbitro: | Pascariello (Lecce) |

|                                                    |           |  |
| Raganin 18’ Monetta 50’ Terzaroli 85’ Pupita 90+1’ | Marcatori |  |

| Lumezzane 10 marzo 1996 25ª giornata | Lumezzane           | 0 – 0 | Novara | Nuovo Stadio Comunale\| Arbitro: \| Strazzera (Trapani) \| |
| Arbitro:                             | Strazzera (Trapani) |       |        |                                                            |

| Valdagno 17 marzo 1996 26ª giornata | Valdagno         | 0 – 0 | Lumezzane | Stadio dei Fiori\| Arbitro: \| Paparesta (Bari) \| |
| Arbitro:                            | Paparesta (Bari) |       |           |                                                    |

| Lumezzane 24 marzo 1996 27ª giornata | Lumezzane        | 0 – 0 | Pro Patria | Nuovo Stadio Comunale\| Arbitro: \| Strocchia (Nola) \| |
| Arbitro:                             | Strocchia (Nola) |       |            |                                                         |

| Arbitro: | Cossero (Udine) |

|           |           |  |
| Zanin 52’ | Marcatori |  |

| Ospitaletto 14 aprile 1996 29ª giornata | Ospitaletto                | 0 – 0 | Lumezzane | Stadio Comunale\| Arbitro: \| Alban (Bassano del Grappa) \| |
| Arbitro:                                | Alban (Bassano del Grappa) |       |           |                                                             |

| Arbitro: | Maselli (Lucca) |

|                            |           |  |
| C. Zola 31’ Zanin 68’, 81’ | Marcatori |  |

| Arbitro: | Gambino (Barletta) |

|            |           |           |
| Fommei 56’ | Marcatori | 53’ Zanin |

| Arbitro: | Soffritti (Ferrara) |

|                                   |           |                       |
| V. Barone 32’ Malaguti 34’ (rig.) | Marcatori | 17’ (rig.) M. Bertoni |

| Arbitro: | Cardella (Torre del Greco) |

|                  |           |  |
| Zanin 45+1’, 89’ | Marcatori |  |

| Arbitro: | Alvino (Salerno) |

|           |           |                              |
| Butti 50’ | Marcatori | 23’ (rig.) C. Zola 85’ Sella |

### Playoff
| Busto Arsizio 9 giugno 1996 Semifinale - Andata | Pro Patria           | – | Lumezzane | Stadio Carlo Speroni\| Arbitro: \| Calabrese (Avezzano) \| |
| Arbitro:                                        | Calabrese (Avezzano) |   |           |                                                            |

| Arbitro: | Sputore (Vasto) |

|           |           |  |
| Salvi 69’ | Marcatori |  |

| Arbitro: | Piretti (Ravenna) |

|                                                  |                      |                                                      |
| M. Bertoni Belleri C. Zola Frattin Onorini Preti | Tiri di rigore 2 – 3 | Bolis G. Ferrari Bertoncelli Castellazzi Poloni Mosa |